# Los Ébanos (condado de Hidalgo)
Los Ébanos es un lugar designado por el censo ubicado en el condado de Hidalgo en el estado estadounidense de Texas. En el Censo de 2010 tenía una población de 335 habitantes y una densidad poblacional de 198,08 personas por km².

## Geografía
Los Ébanos se encuentra ubicado en las coordenadas 26°14′37″N 98°33′33″O / 26.24361, -98.55917. Según la Oficina del Censo de los Estados Unidos, Los Ébanos tiene una superficie total de 1.69 km², de la cual 1.5 km² corresponden a tierra firme y (11.49 %) 0.19 km² es agua.

## Demografía
Según el censo de 2010, había 335 personas residiendo en Los Ébanos. La densidad de población era de 198,08 hab./km². De los 335 habitantes, Los Ébanos estaba compuesto por el 99.1 % blancos, el 0.3 % eran de otras razas y el 0.6 % pertenecían a dos o más razas. Del total de la población el 98.21 % eran hispanos o latinos de cualquier raza.

## Educación
El Distrito Escolar Independiente de La Joya gestiona escuelas públicas que sirven al lugar. Las escuelas son: la Escuela Primaria Sam Fordyce, la Escuela Secundaria Lorenzo de Zavala, y la Escuela Preparatoria La Joya.